# Crosio della Valle
Crosio della Valle est une commune italienne de la province de Varèse dans la région Lombardie en Italie.

## Toponyme
Tiré du lombard crœus ou cros : trace creusée dans la montagne. 

## Administration
| Période                                  | Période  | Identité           | Étiquette | Qualité |
| ---------------------------------------- | -------- | ------------------ | --------- | ------- |
| 8/6/2009                                 | En cours | Giuseppe Versienti |           |         |
| Les données manquantes sont à compléter. |          |                    |           |         |

### Communes limitrophes
|              | Daverio            | Azzate   |
| Casale Litta | Crosio della Valle | Sumirago |
|              | Mornago            |          |